# Mythicomyia potrix
Mythicomyia potrix är en tvåvingeart som beskrevs av Axel Leonard Melander 1961. Mythicomyia potrix ingår i släktet Mythicomyia och familjen svävflugor. Inga underarter finns listade i Catalogue of Life.